# Paraptychodes
Paraptychodes is een geslacht van vlinders van de familie spanners (Geometridae), uit de onderfamilie Sterrhinae.

## Soorten
- P. costimaculata Prout, 1913
- P. kedar (Druce, 1896)
- P. tenuis (Butler, 1878)